# Hedwig Jarke
Hedwig Jarke (1882–1949) foi uma artista alemã.

## Biografia
Jarke nasceu em 1882 em Berlim  e faleceria em 1949 em Starnberg. O seu trabalho está na coleção do Städtisches Kunstmuseum Spendhaus Reutlingen (Museu Municipal de Arte, Spendhaus Reutlingen) e do Instituto de Artes de Minneapolis.

## Galeria

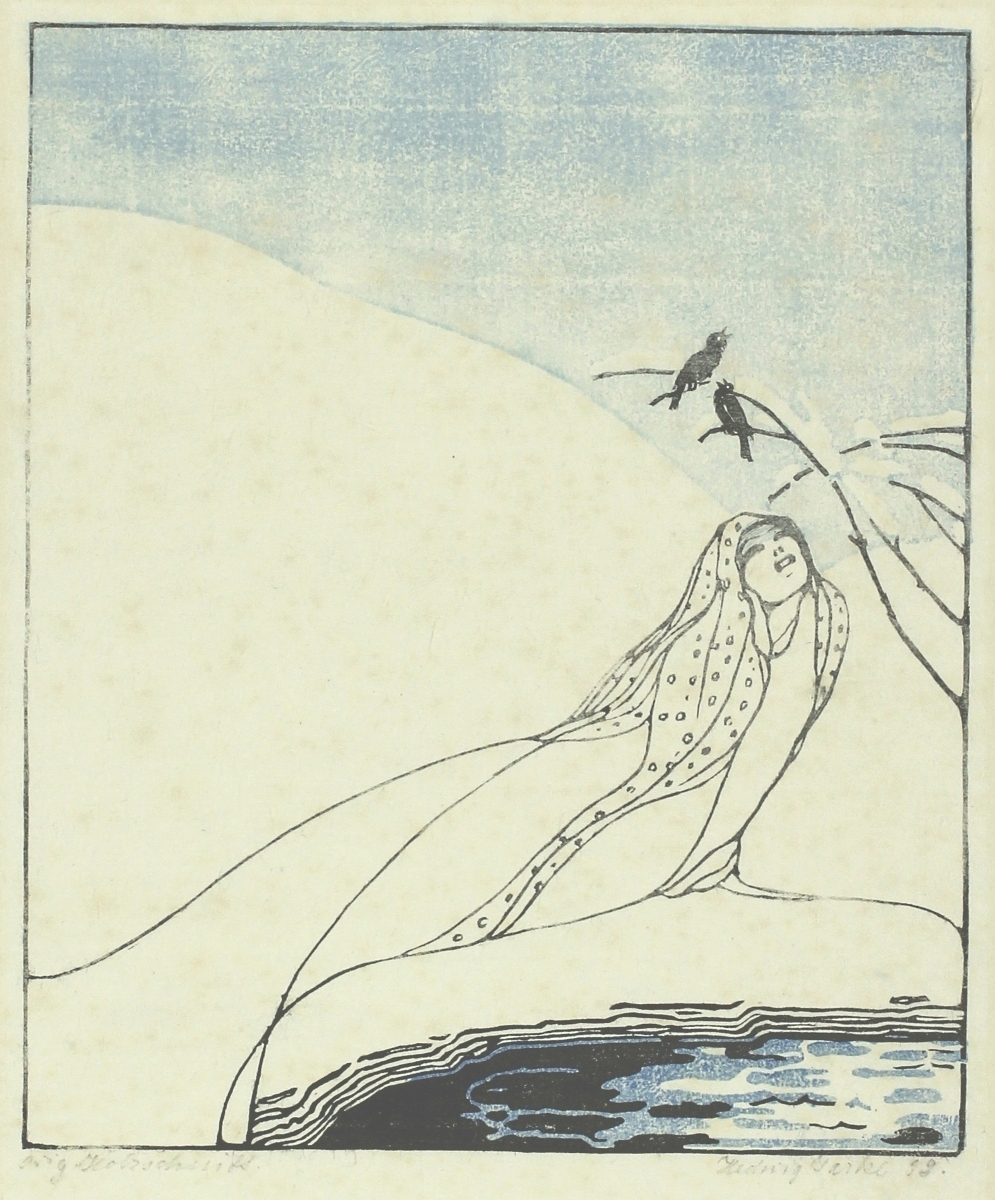
Figura de fantasia e dois pássaros, xilogravura colorida
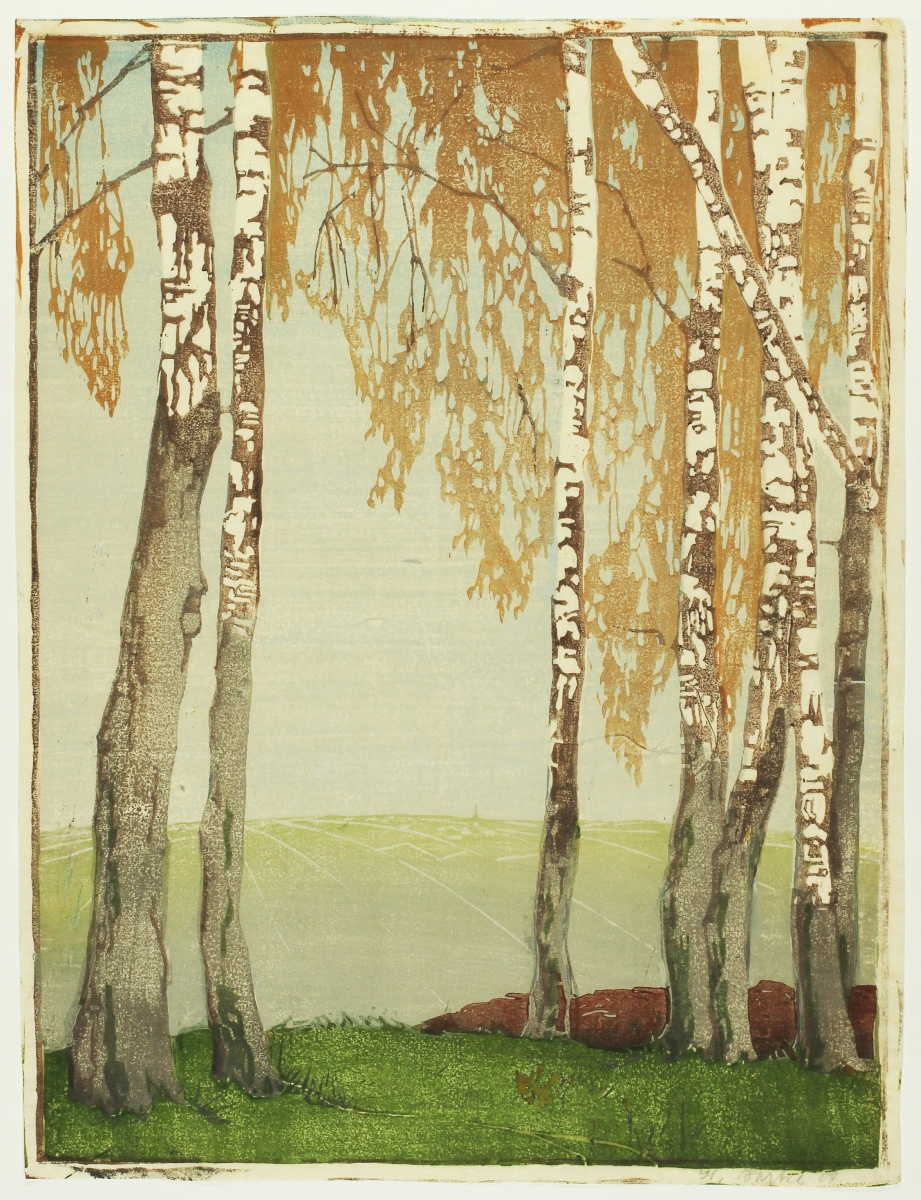
Bétulas, xilogravura colorida
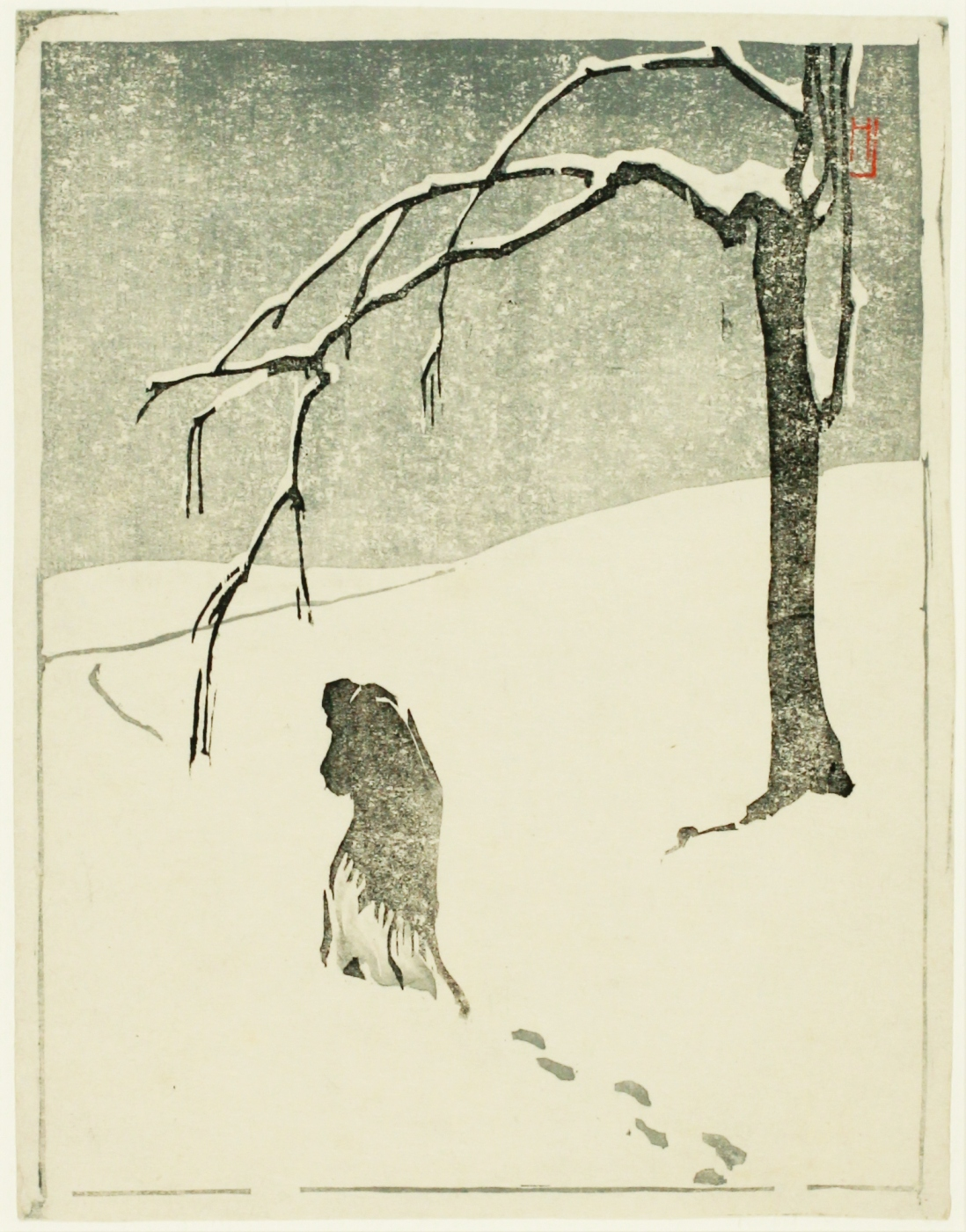
Inverno, xilogravura colorida